# Valhardi
Jean Valhardi ist der Titel einer von Autor Jean Doisy und Zeichner Jijé geschaffenen frankobelgischen Comicserie. Am 2. Oktober 1941 erschien die erste Seite der Serie in dem belgischen Comicmagazin Spirou, in dem bis zur Einstellung der Reihe im Jahr 1984 insgesamt 26 zumeist albenlange Abenteuer erscheinen sollten. Die Reihe gilt als einer der ersten im realistischen Stil gezeichneten europäischen Comics.

## Geschichte der Serie
In der von 1941 bis 1946 währenden Frühphase der Serie entstanden in der Zusammenarbeit des Duos Jijé und Doisy ca. 200 Comicseiten. In dieser Zeit war Valhardi eine der beliebtesten Serien des Spirou Magazins und in beinahe jeder Ausgabe vertreten.
Um sich anderen Projekten widmen zu können, gab Jijé die Reihe 1946 an Eddy Paape ab, der für die nächsten 10 Jahre der Zeichner von Valhardi bleiben sollte. Im Jahr darauf stieg auch Drehbuchautor Jean Doisy aus und wurde zunächst durch Yvan Delporte ersetzt. Ab 1951 lieferte dann Jean-Michel Charlier die Szenarios.
Im Jahr 1956 übernahm Jijé auf Drängen seines Verlegers Jean Dupuis die Serie erneut. Die zweite Jijé-Periode kennzeichnet die Blütezeit der Serie. Der gereifte Zeichner übernahm die Gestaltung der Reihe zunächst in Alleinregie und fungierte für die folgenden drei Abenteuer auch als Drehbuchautor. Mit Gégène (deutscher Name: Ralf) führte er eine neue regelmäßig erscheinende Nebenfigur ein, die es ihm erlaubte, die reinen Abenteuergeschichten durch komische Elemente aufzulockern. Ab 1958 übernahm zunächst Jijés Sohn Philip die Aufgabe des Szenaristen, ab 1963 Guy Mouminoux. Als Jijé im Jahr 1966 von Spirou zum französischen Magazin Pilote wechselte, bedeutete das auch das vorläufige Ende der Valhardi-Reihe.
Für gut 15 Jahre erschienen darauf keine neuen Abenteuer von Valhardi, bis René Follet im Jahr 1981 zunächst mit einer kürzeren Episode einen Wiederbelebungsversuch startete. Im Folgejahr kehrte Valhardi mit einem albenlangen Abenteuer zurück. Das Szenario hatte, wie schon bei der vorangegangenen Kurzgeschichte, der Rick-Master-Autor André-Paul Duchâteau geliefert. Im Anschluss realisierte Follet noch ein weiteres Album nach einem Drehbuch von Jacques Stoquart, danach wurde die Reihe erneut eingestellt.

## Handlung
Jean Valhardi ist ursprünglich ein Versicherungsdetektiv (was allerdings in den späteren Abenteuern zunehmend in den Hintergrund gerät). Seine Untersuchungen führen ihn an exotische Schauplätze in allen Teilen der Welt und verwickeln ihn regelmäßig in spannende Abenteuerhandlungen.

## Hauptfiguren
- Jean Valhardi (dt. Jack Valhardi), ein gut aussehender, muskulöser Abenteurer, ist der Prototyp des vollkommenen Helden. Hilfsbereit, bescheiden und furchtlos verkörpert er den Urtyp des großen Bruders oder des idealen Freundes. Zumeist gegen seinen Willen wird er immer wieder in spannende Kriminalfälle verwickelt. Und wenn er einem Verbrechen einmal auf die Spur gekommen ist, verfolgt er die Täter hartnäckig und zielstrebig, bis sie und ihre Hintermänner überführt sind.

- Der Reporter Gégène (dt. Ralf) ist Valhardis Freund. Er begleitet Valhardi in mehreren Abenteuern. Er neigt zur Großspurigkeit und gerät immer wieder in schwierige Lagen, aus denen Valhardi ihn befreien muss. Trotz seiner Unvollkommenheit ist er jedoch ein verlässlicher Freund, der Valhardi auch in brenzligen Situationen nicht im Stich lässt.

- Jacquot, ein Halbwaise, dessen Vater Valhardi im ersten Abenteuer (Jean Valhardi, der Detektiv) aufspürt und der ihn in den folgenden Abenteuern begleitet.

## Valhardi in Deutschland
Unter dem Namen Kouki erschienen Mitte der 1960er Jahre erstmals Valhardi-Abenteuer in verschiedenen Kauka-Produktionen (Lupo modern, Tip Top bzw. Super Tip Top). Ab 1985 erschien Valhardi dann als eigene Comicreihe bei Carlsen unter dem Titel Valhardi & Co, Abenteurer. In dieser Reihe liegen alle Abenteuer in deutscher Übersetzung vor, die bei der Neuauflage der Reihe auch in Belgien als Album erschienen sind.
Seit Januar 2023 erscheint im SR Verlag eine auf sechs Bände angelegte Gesamtausgabe. Diese orientiert sich an der französischen Gesamtausgabe von Dupuis und enthält damit auch die ersten Abenteuer Valhardis des Duos Jijé/Doisy als deutschsprachige Erstveröffentlichung. Valhardi trägt hier, wie im Original, den Vornamen Jean.

## Albenlange Geschichten
- Das geheimnisvolle Schloss (1951–1952)
- Der Super-Gamma-Strahl (1952–1953)
- Sprung in die Freiheit (1953–1954)
- Die schwarze Sonne (1956–1957)
- Die Diamanten-Bande (1957)
- Der Fall Barnes (1957–1958)
- Ein Agent in Schwierigkeiten (1958)
- Die Blüten Neptuns (1959–1960)
- Zwei auf heisser Spur (1961–1962)
- Rallye mit Hindernissen (1963)
- Das grosse Rennen (1964)
- Das Duell der Idole (1965)
- Der Engel mit den leeren Augen (1982–1983)
- Der einzige Zeuge (1984)
- Der Tempel der Vat-Fenh-Ling (1987)